# وزارة الاقتصاد والمالية (غينيا)
وزارة الاقتصاد والمالية هي وزارة تابعة لحكومة غينيا، والمسؤولة عن المالية العامة في البلاد.
وزير الاقتصاد والمالية الحالي هو لانسين كوندي، وذلك منذ سنة 2021.

## المسؤوليات
وزارة الاقتصاد والمالية مكلفة بالتخطيط العام وإدارة الاقتصاد السياسي والمالية للحكومة وكذلك الحفاظ على تراث الجمهورية. وبتعبير أدق فإن المهام المحددة للوزارة هي:
- تصور وتفصيل وتنفيذ سياسة الحكومة فيما يتعلق بالمالية العامة
- تطوير والإشراف على تطبيق لائحة الألعاب الهادفة للربح
- لضمان تعبئة الإيرادات غير الضريبية
- تطوير وضمان تطبيق لوائح المشتريات العامة
- لضمان جمع وتحليل ونشر المعلومات الاقتصادية والمالية
- تمثيل الدولة في المفاوضات مع شركاء التنمية والتوقيع على الاتفاقيات والاتفاقيات المالية
- تحديد سياسة الدين العام والتأكد من تنظيمها
- لضمان مراقبة إدارة المالية العامة
- - ضمان الرقابة على الممتلكات المالية للدولة
- ضمان الإشراف المالي على المؤسسات العامة وتلك ذات المشاركة العامة
- للمشاركة في تشجيع الاستثمارات الخاصة
- للمشاركة في تطوير نظام التنظيم المالي
- للمشاركة في الدراسات التشخيصية والتوقعية التي تسمح بتصميم وتطوير ومراقبة وتقييم السياسات العامة
- المشاركة في تطوير قوانين المالية والإشراف على تنفيذها
- المشاركة في وضع أهداف السياسة النقدية وسعر الصرف بالتعاون مع السلطات النقدية
- مراعاة البعد البيئي في برامج ومشروعات القطاع
- تعزيز المساواة بين الجنسين في برامج ومشروعات القطاع

## أنظر أيضا
- اقتصاد غينيا
- البنك المركزي لجمهورية غينيا